# 헤이네르 페헤이라
헤이네르 페헤이라 코헤아 고미스(포르투갈어: Reiner Ferreira Correa Gomes 1985년 11월 17일 ~ )는 브라질의 축구 선수로, 포지션은 센터백이다. 현재 미국 유나이티드 사커 리그의 인디 일레븐에서 활약하고 있다. K리그 클래식 2014 시즌 수원 삼성 블루윙즈에서 활약한 바 있다.